# Chuột đồng sọc vằn
Chuột đồng sọc vằn, tên khoa học Apodemus agrarius, là một loài động vật có vú trong họ Chuột, bộ Gặm nhấm. Loài này được Pallas mô tả năm 1771.

## Hình ảnh

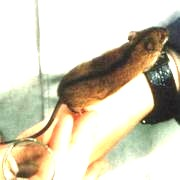
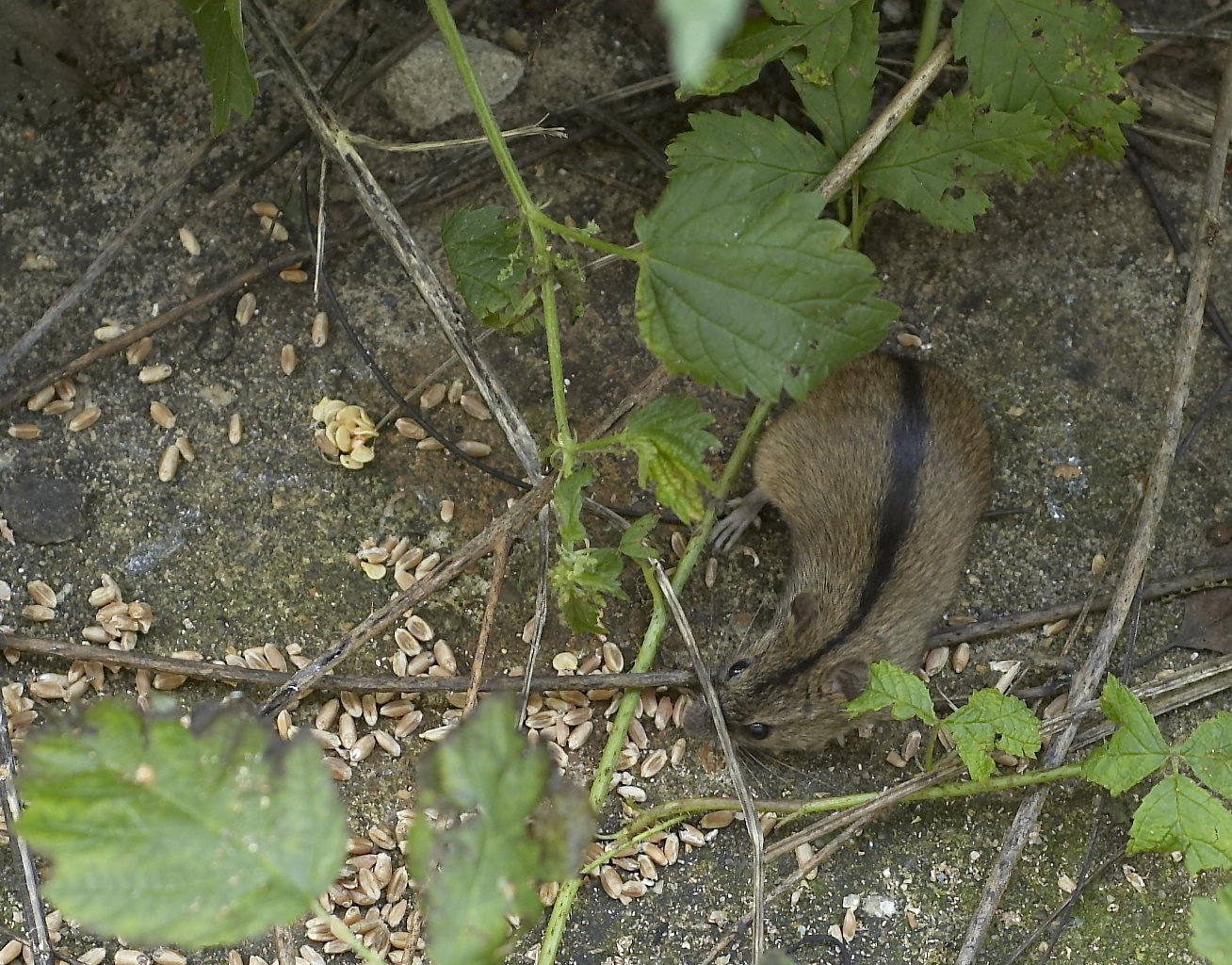
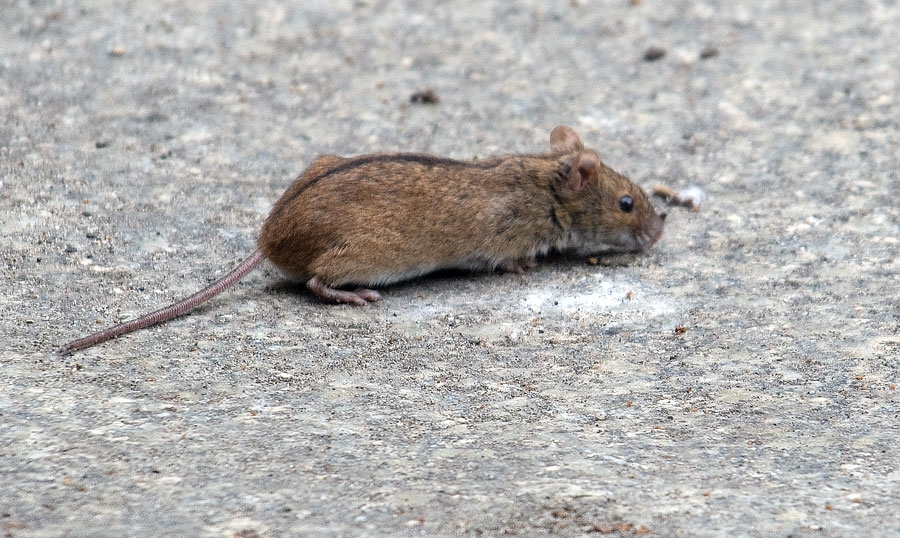
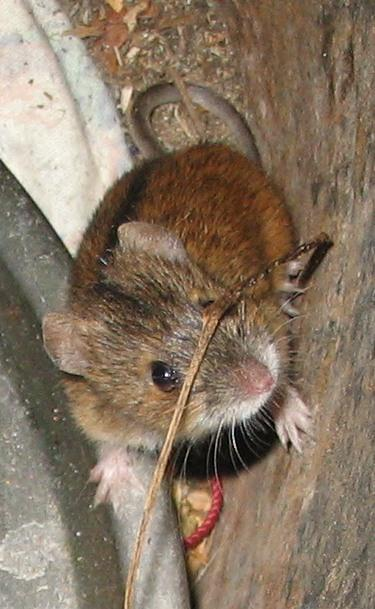